# Epacteriscus rapax
Epacteriscus rapax is een eenoogkreeftjessoort uit de familie van de Epacteriscidae. De wetenschappelijke naam van de soort is voor het eerst geldig gepubliceerd in 1973 door Fosshagen.